# Barnet kerület
Barnet kerület London egyik északi kerülete Külső-Londonban.

## Története
A kerületet 1965-ben hozták létre Finchley Önkormányzati Kerület, Hendon Önkormányzati Kerület Friern Barnet Városi Körzet (Middlesex) és East Barnet Városi Körzet valamint Barnet Városi Körzet (Hertfordshire) összevonásával.

## Körzetek
- Arkley
- Barnet egyéb nevei: Chipping Barnet, High Barnet és Barnet Town
- Brunswick Park
- Burnt Oak
- Childs Hill
- Cricklewood
- Church End Finchley másik neve: Finchley Central
- Cockfosters
- Colney Hatch
- Colindale
- East Barnet
- East Finchley
- Edgware
- Finchley
- Friern Barnet
- Golders Green
- Monken Hadley
- Hale
- Hampstead Garden Suburb
- Hendon
- Holders Hill
- The Hyde
- Mill Hill
- Mill Hill East
- New Barnet
- New Southgate
- North Finchley
- Oakleigh Park
- Osidge
- Temple Fortune
- Totteridge
- West Hendon
- Whetstone
- Woodside Park

A kerület északi részén van Barnet, ami a középosztálybeliek lakhelye. Ugyanakkor szintén északon található az alsó osztály által lakott Edgware, Totteridge Whetstone és Mill Hill is.
Ahogy haladunk dél felé úgy nő az ott élő emberek életszínvonala. Golders Green a helyi zsidók jellemző lakóhelye.

## Önkormányzat
1964 óta a Barnet Kerületi Közgyűlés összetétele a következőképpen alakult:
| Év   | Adminisztráció | Adminisztráció | Konzervatív | Munkáspárt | Liberális Demokraták |
| ---- | -------------- | -------------- | ----------- | ---------- | -------------------- |
| 1964 |                | Konzervatív    | 37          | 13         | 6                    |
| 1968 |                | Konzervatív    | 56          | 3          | 1                    |
| 1971 |                | Konzervatív    | 43          | 17         | -                    |
| 1974 |                | Konzervatív    | 42          | 17         | -                    |
| 1978 |                | Konzervatív    | 49          | 10         | -                    |
| 1982 |                | Konzervatív    | 48          | 12         | -                    |
| 1986 |                | Konzervatív    | 39          | 18         | 3                    |
| 1990 |                | Konzervatív    | 39          | 18         | 3                    |
| 1994 |                | Nincs többség  | 29          | 25         | 6                    |
| 1998 |                | Nincs többség  | 28          | 26         | 6                    |
| 2002 |                | Konzervatív    | 33          | 24         | 6                    |
| 2006 |                | Konzervatív    | 37          | 20         | 6                    |
| 2010 |                | Konzervatív    | 39          | 21         | 2                    |
| 2014 |                | Konzervatív    | 32          | 30         | 1                    |
| 2018 |                | Konzervatív    | 38          | 25         | -                    |
| 2022 |                | Munkáspárt     | 22          | 41         | -                    |

Közigazgatási és városfejlesztési szempontból a kerület három részre oszlik. Minden rész egy képviselőt küld a parlamentbe és hét képviselőt a közgyűlésbe. Ezek a részek: 
- Észak: (Chipping Barnet): – Brunswick Park, Coppetts, East Barnet, High Barnet, Oakleigh, Totteridge, Underhill
- Dél: (Finchley és Golders Green): – Childs Hill, East Finchley, Finchley Church End, Garden Suburb, Golders Green, West Finchley, Woodhouse
- Nyugat: Hendon: Burnt Oak, Colindale, Edgware, Hale, Hendon, Mill Hill, West Hendon

## Látnivalók
A városnak ebben a részében található a Middlesex University Business School és a Brent Cross áruház. Utóbbit neve alapján sokan Brentben keresnék. Nevét a mellette lévő Brent folyóról kapta.

### Parkok és közterek
A kerületben sok park és köztér található. Szintén a kerület felügyelete alá tartozik öt nemzeti park, és Brenttel közösen felelős a Brent víztározóért. A kerülethez nagy számú temető, golfpálya tartozik.

## Népesség
A 2001-es népszámlálás adatai szerint a kerület lakossága 314 564 fő. Az itt élők 67%-a saját házban lakik, a többiek bérelnek maguknak helyet. Az Egyesült Királyságban itt a legnagyobb (14,8%) a zsidók aránya a lakosságon belül. Sok itteni zsidó származású személy már nem tartja magát zsidónak.
A kerület népessége a korábbiakban az alábbi módon alakult:
| Lakosok száma | 364 000 | 379 700 | 392 140 | 389 101 |
|               | 2012    | 2015    | 2018    | 2022    |

## Közlekedés

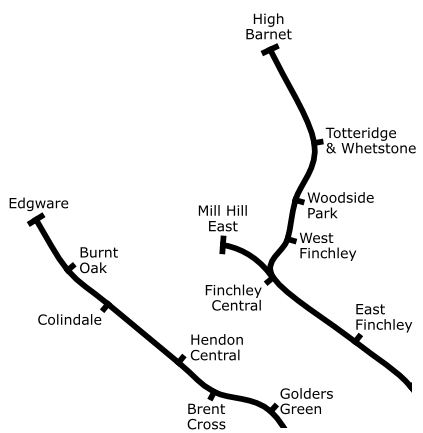
metróközlekedés Baretben

### Metró
A kerületet eléri a londoni metró egyik vonalának, a Northern line mindkét ága. Megállók:
- High Barnet
- Totteridge and Whetstone
- Woodside Park
- West Finchley
- Mill Hill East
- Finchley Central
- East Finchley
- Burnt Oak
- Colindale
- Hendon Central
- Brent Cross
- Golders Green

A Piccadilly line megkerüli Barnet északi részét. Három állomás közel van a kerület határához. Ezek:
- Cockfosters
- Southgate
- Arnos Grove

### Vasút
A National Rail engedélye alapján a First Capital Connect két vonalon közlekedtet a kerületben járatokat. Vonalak és megállóik:
- Thameslink
  - Mill Hill Broadway vasútállomás
  - Hendon vasútállomás
  - Circlewood vasútállomás
- Graet Northern Route (Nagy Északi Vonal)
  - New Barnet vasútállomás
  - Oakleigh Park vasútállomás
  - New Southgate vasútállomás

### Főutak
A következő főutak keresztezik a kerületet:
- M1
- A1
- A5
- A41
- A406

## Sport
Barnet kerület labdarúgó-csapata, a Barnet FC az angol negyedosztályban, a League Two-ban képviselteti magát jelenleg. A liga középcsapatai közé tartozik. Stadionja az Underhill Stadion. A klub jó kapcsolatokat ápol az Arsenallal, az Ágyúsok tartalékcsapata az Underhillben játssza bajnoki mérkőzéseit, emellett a két együttes nyaranként egy barátságos meccsen rendszerint megküzd egymással.